# T110 (танк)
T110 — проект тяжёлого танка США на базе тяжелого танка М103.
На базе танка M103 компания Chrysler начала работу над проектом T110. Всего существовало 5 вариантов (E1-E5). Все они были предложены в Детройте в 50-е годы.

## История создания
Предлагаемый танк должен был заменить тяжелый танк M103. На габариты машины были наложены ограничения, поскольку танк должен был проходить через узкие туннели Бернских Альп, однако ни один из предложенных проектов фактически не отвечал ограничениям. Разработка была отменена из-за избыточности и из-за удовлетворительных результатов M103. Предполагалось, что его будет производить компания Chrysler, но никаких машин произведено не было. Танк планировалось оснастить двигательной установкой AV-1790-3 компании Continental Motors, Inc. мощностью около 875 л.с. Первоначальный танк Т110 был предложен Детройтским Арсеналом и был представлен на конференции в Детройте, состоявшейся в июне 1954 года. Из многих конструкций танков предпочтение было отдано предложению №3 (TS31 или T110E5).

## Модификации
До отмены программы T110 было 5 различных предложений, все они были оснащены 120-мм нарезной противотанковой пушкой T123E1. После завершения программы T110 орудие было преобразовано в 120-мм M58.
- T110E1 — имел 120-мм орудие M58. Был отклонён военными из-за слишком больших габаритов и неудачного размещения командирской башенки слева.
- T110E2 — убрана командирская башенка и поставлен новый двигатель с воздушным охлаждением мощностью 700 л. с.
- T110E3 — Предложение №1. T110E3 являлся танком без башни, имел 120-мм орудие T123E1 и спаренный с ним 7,62-мм пулемёт, толстую 127-мм броню во лбу корпуса и рубки, наклонённую под углом 60°, из-за рубочной компоновки силовая установка была перемещена, а длина корпуса увеличилась. Теперь танк имел вид ПТ-САУ. Командирская башенка была перемещена в заднюю часть рубки по её центру и была оснащена 12,7-мм пулемётом. Механик-водитель находился в боевом отделении, в рубке, что делало проблематичным управление машиной из-за того, что вести танк нужно было практически вслепую. Из-за слишком большой массы, отсутствия башни и малого объёма внутри машины от нее решили отказаться. Танк был известен как TS5 и TS6 version 1.
- T110E4 — Предложение №2. T110E4 стал ответом Chrysler на проблемы с силовым агрегатом в предлагаемой ими конструкции. На танке планировалось установить двигатель AOI-1490 от Continental Motors, Inc., расположенный в корме корпуса вместе с трансмиссией. Он был известен как TS6 version 2.
- T110E5 — Предложение №3. T110E5 был пятым и последним предложением Chrysler в рамках программы T110. В отличие от предыдущих разработок, T110E5 имел башню и сохранил 120-мм противотанковую пушку T123E1. На иллюстрации художника показан обычный корпус без изгиба передней части корпуса танка[1]. Он был известен как TS31.

## В игровой индустрии
T110E3 и T110E4 представлены в качестве ПТ-САУ, а T110E5 в качестве тяжёлого танка 10 уровня в ММО игре World of Tanks и World of Tanks blitz.